# Бермудский треугольник (мини-сериал)
«Бермудский треугольник» (англ. The Triangle) — британско-американский научно-фантастический мини-сериал о Бермудском треугольнике. Впервые был показан на телеканале Sci Fi Channel с 5 по 7 декабря 2005 года и на момент премьеры был самым рейтинговым мини-сериалом этого канала.
Съёмки проходили в июне 2005 года в Кейптауне в ЮАР.

## Сюжет
Миллиардер Эрик Бенералл нанимает группу специалистов разного профиля. Ему нужны парапсихолог-экстрасенс, метеоролог, учёный-океанолог, журналист… Миллиардер уже потерял огромные деньги на таинственных происшествиях, связанных с несколькими кораблями, и больше терять не намерен.

## В ролях
- Сэм Нилл — Эрик Бенералл
- Брюс Дэвисон — экстрасенс Стэн Летхэм
- Эрик Штольц — журналист Говард Томас
- Майкл Э. Роджерс — Брюс Геллер
- Кэтрин Белл — Эмили Паттерсон
- Лу Даймонд Филлипс — Мино Палома
- Лэнгли Кирквуд — Билл Грейнджер
- Хаким Кае-Казим — Сондерс
- Ник Борэйн — Рейлли

## Награды и номинации
| Премия «Сатурн» (2006)          | Лучшая телепостановка                                                                     | Награда   |
| Премия «Сатурн» (2006)          | Лучший телеактёр второго плана — Сэм Нилл                                                 | Номинация |
| Премия «Сатурн» (2006)          | Лучшая телеактриса второго плана — Кэтрин Белл                                            | Номинация |
| Прайм-тайм премия «Эмми» (2006) | Лучшие специальные визуальные эффекты в мини-сериале, телефильме, или специальном выпуске | Победа    |